# Teen Age Riot
Teen Age Riot est un single du groupe Sonic Youth, publié en 1988 par Blast First/Enigma (label). Il est composé de 4 morceaux de l'album Daydream Nation (dont Teen Age Riot dans une version différente de celle de l'album).

## Titres
1. Teen Age Riot (Edit) - 3:50
2. Silver Rocket - 3:47

1. Kissability - 3:08
2. Candle - 4:59